# Radar météorologique OU-PRIME

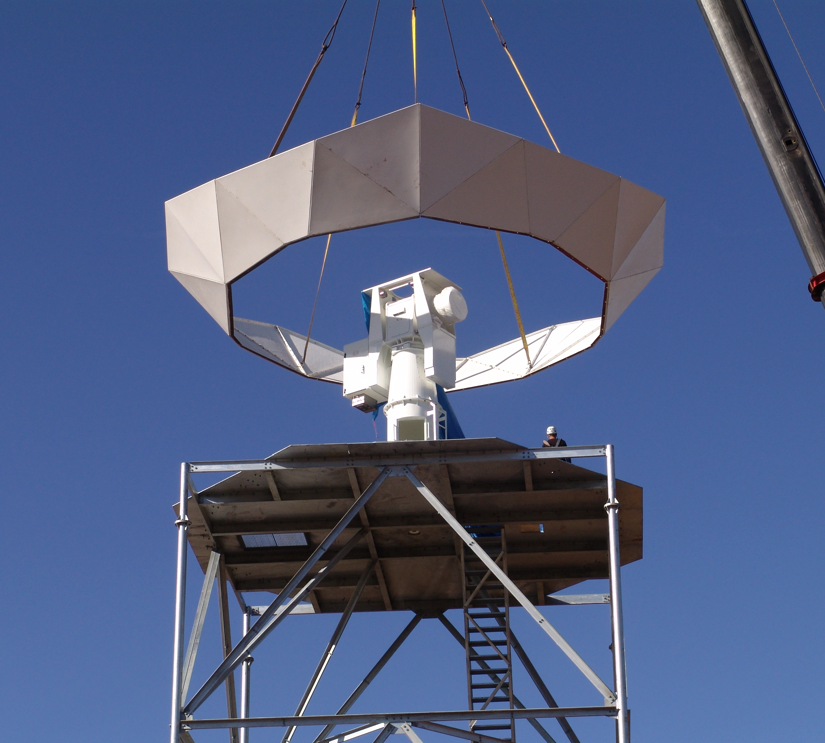
Pose de la base du radôme de OU-PRIME

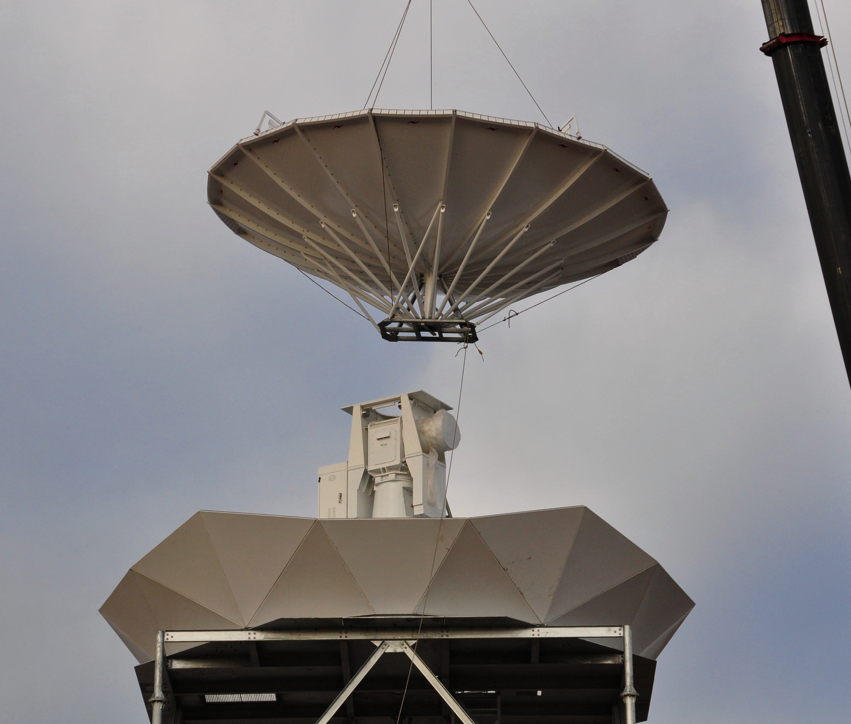
Installation de l'antenne de OU-PRIME

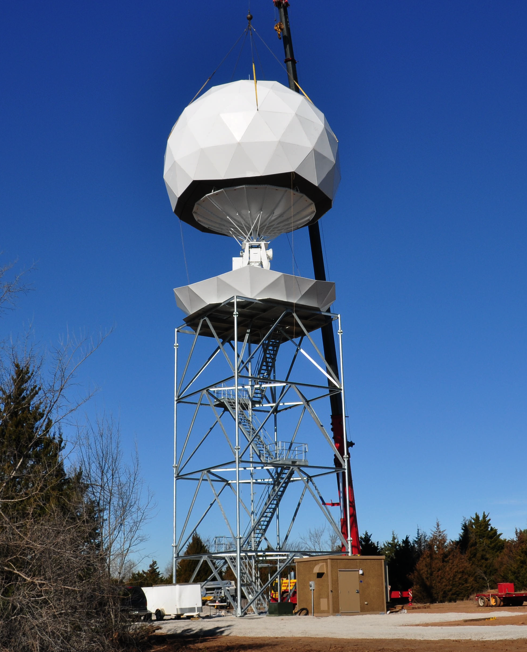
Pose du radôme de OU-PRIME

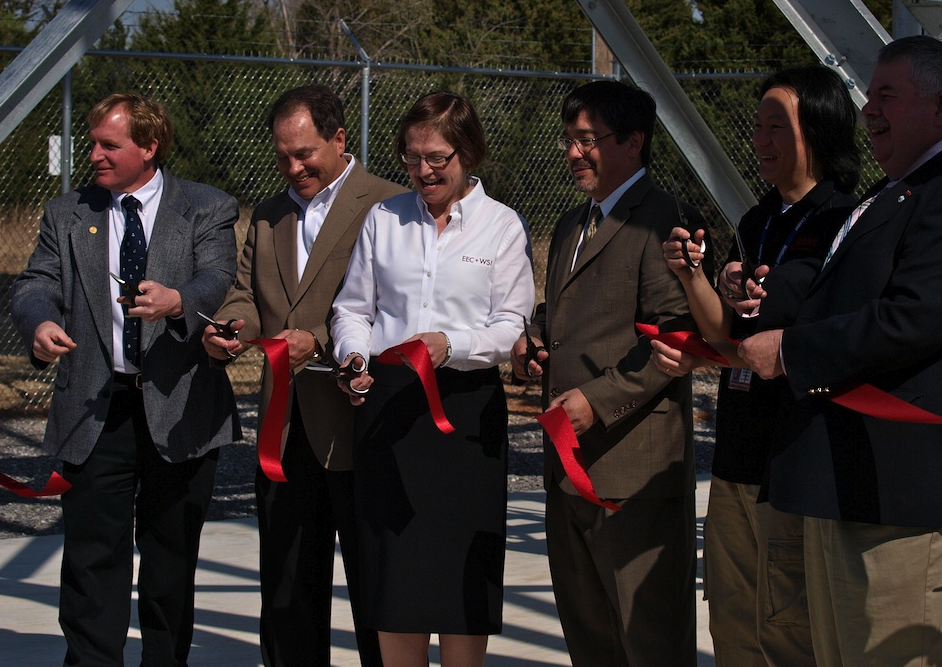
Inauguration le 4 avril 2009

Le radar OU-PRIME (Polarimetric Radar for Innovations in Meteorology and Engineering) est un radar météorologique inauguré le 4 avril 2009 à Norman en Oklahoma et mis hors service le 19 mars 2012 par la foudre. Bénéficiant des plus récents développements dans le domaine, sa fonction principale était la recherche par les étudiants et professeurs du département de météorologie de l'université ainsi que la formation des ingénieurs dans le domaine radar.
Ce radar possédait la meilleure résolution dans le domaine des radars de bande C (5 cm) des micro-ondes aux États-Unis et possiblement dans le monde,. Il était également à double polarisation et Doppler.

## Histoire
La construction de OU-PRIME par l’Atmospheric Radar Research Center de l'université de l'Oklahoma (OU), en collaboration avec la compagnie Enterprise Electronics Corporation (EEC), a pris dix mois et fut terminée en janvier 2009. OU-PRIME a été frappé par la foudre le 19 mars 2012 vers 9 h 20 locale et n'a pas fonctionné depuis ce temps en raison des dommages.

## Caractéristiques
OU-PRIME se situe sur le campus du l'université de l'Oklahoma, près du nouveau National Weather Center qui abrite les chercheurs de l'université, le centre de prévision pour l'Oklahoma du National Weather Service, le National Severe Storms Laboratory et diverses agences du gouvernement de l'Oklahoma dans le domaine des sciences de la Terre. Le radar est très polyvalent et peut être configuré pour différentes recherches en temps réel. Son électronique est en constante évolution grâce aux recherches par les étudiants et ingénieurs. Il transmet à une puissance de 1 mégawatt ce qui est particulièrement puissant pour un radar de bande C, ce qui permet une sensibilité de 10 dBZ supérieure aux radars NEXRAD du réseau national des États-Unis.
Caractéristiques :
- Lieu : 35° 10′ 48,8″ N, 97° 26′ 00,6″ O ;
- Hauteur du point focal de l’antenne : 24,4 m ;
- Fréquence de la porteuse : 5 510 MHz (Bande C) ;
  - Longueur d'onde : 5,44 cm ;
  - Longueur des impulsions : 0,4, 0,8, 1,0 et 2,0 μs ;
  - Fréquence de répétition des impulsions : 300 à 2 000 Hz ajustable à chaque 1 Hz.
- Puissance de crête : 1 MW (magnétron alimenté par un modulateur à semi-conducteurs).
- Antenne : diamètre de 8,5 m et fabriquée par la compagnie Andrews :
  - Résolution angulaire : 0,45 degré ;
  - Gain : 50 dBi ;
  - Niveau des lobes secondaires : plus faible que −26 dB ;
  - Polarisation croisée : meilleure que −30 dB.
- Vitesse de rotation de l'antenne : 6 à 25 degrés/sec en général, 30 degrés/sec au maximum;
- Signal minimum détectable : −112 dBm ;
  - Sensibilité : −15 dBZ à 50 km ;
  - Facteur de bruit : 3 dB.
- Polarisation double simultanée ;
- Traitement en temps réel des données I/Q Doppler :
  - Résolution du convertisseur analogue à numérique : 16 bit ;
  - Largeur spectrale du récepteur : 6 MHz
  - Espacement des données : 25 à 500 m
  - Nombre de cases numériques en portée : jusqu'à 2 200
  - Élimination des échos parasites : 60 dB (filtrage automatique par l'algorithme CLEAN-AP[5] ;
  - Traitement du signal par des algorithmes récents dont celui nommé STEP.

## Champs d'étude
Le radar OU-PRIME fait partie de la formation des étudiants en météorologie, en particulier de ceux aux cycles supérieurs :
- Étude de la physique des nuages et de l'électrification dans les orages ;
- Développement d'algorithmes de traitement du signal (ex. spectre des vitesses Doppler) ;
- Double polarimétrie appliquée à la détermination des types de précipitations et aux quantités tombées ;
- Développement de nouveau récepteur radar numérique ;
- Développement de nouveaux algorithmes de détection pour la prévision des orages violents et de la structure des orages ;
- Étude en aérobiologie par radar ;
- Traitement rétro-actif en temps réel des données radar.